# Sân bay Kokura
Sân bay Kitakyūshū (北九州空港 Kitakyūshū Kūkō) là một sân bay ở Kokura Minami-ku, Kitakyūshū, Nhật Bản. Trước đây có 4 chuyến mỗi ngày nối với Sân bay quốc tế Tokyo (Haneda) nhưng do đường băn 1600 m ngắn nên không thể phục vụ máy bay lớn được. Hiện sân bay này được gọi là Kokura, tên khu vực nó tọa lạc, để phân biệt với Sân bay Kitakyushu mới, một sân bay trên một hòn đảo nhân tạo ở Suo nada. Sân bay mới này được khai trương tháng 3 năm 2006, lấy mã của sân bay này (IATA: KKJ, ICAO: RJFR).